# Microregione di Iguatu
Iguatu è una microregione dello Stato del Ceará in Brasile, appartenente alla mesoregione di Centro-Sul Cearense.

## Comuni
Comprende 5 municipi:
- Cedro
- Icó
- Iguatu
- Orós
- Quixelô